# Tago Mago
Tago Mago är ett musikalbum av Can, ursprungligen lanserat som dubbel-LP av skivbolaget United Artists 1971. Det var gruppens andra studioalbum av tre totalt, och det var det första med sångaren Damo Suzuki, sedan den ursprungliga sångaren Malcolm Mooney lämnat gruppen. Enligt Holger Czukay döptes albumet efter en klippig ö i närheten av Ibiza som heter Illa de Tagomago.
Albumet spelades in på Schloss Nörvenich i närheten av Köln, där ägaren, en konstsamlare lät gruppen hålla till utan att betala hyra.
Tago Mago har ofta beskrivits som ett av de mest definitva albumen inom krautrock. I samband med albumets 40-årsjubileum skrev Douglas Wolk för Pitchfork "Det är en koloss till album, produkten av att band som tänkte stort, ansträngde sig till maximum, och helhjärtat slet upp sin egen bild av vad rock and roll kan vara". Albumet är en av skivorna i boken 1001 album du måste höra innan du dör.

## Låtlista
(alla låtar komponerade av medlemmarna i Can)
1. "Paperhouse" - 7:28
2. "Mushroom" - 4:03
3. "Oh Yeah" - 7:23
4. "Halleluhwah" - 18:32
5. "Aumgn" - 17:37
6. "Peking O" - 11:37
7. "Bring Me Coffee or Tea" - 6:47